# Mamoiada
Mamoiada (sardinski: Mamujàda) je grad i općina (comune) u pokrajini Nuoru u regiji Sardiniji, Italija. Nalazi se na nadmorskoj visini od 544 metra i ima 2 544 stanovnika.
 Prostire se na 48,83 km². Gustoća naseljenosti je 52 st/km².
Susjedne općine su: Fonni, Gavoi, Nuoro, Ollolai, Orani, Orgosolo i Sarule.